# Serenity (canción)
«Serenity» es una canción de la banda estadounidense de heavy metal Godsmack, lanzado a través de Universal Music Group el 24 de junio de 2003 como el tercer sencillo de su tercer álbum de estudio Faceless (2003).

## Origen de la canción
La canción fue escrita por el líder de Godsmack, Sully Erna, en homenaje a uno de sus héroes de la infancia, el baterista de Rush, Neil Peart. Escribió la canción después de leer el libro Ghost Rider: Travels on the Healing Road, escrito por Peart sobre su viaje en motocicleta por la carretera Panamericana que tomó para hacer frente a la muerte de su hija y esposa con un año de diferencia.
"El libro es increíble", dijo Erna a MTV.com. "Se subió a su motocicleta y en 14 meses condujo 55,000 millas alrededor del mundo. Su experiencia de curarse a sí mismo en el camino me inspiró a escribir esta oscura canción tribal", dice Erna.
Originalmente, Erna esperaba que Peart tocara en la pista, así que le envió al baterista una versión de demostración de la canción junto con su pedido. Peart envió una nota diciendo que no podía aparecer en el disco debido a compromisos de gira, pero le dio a Godsmack sus bendiciones y felicitó al grupo por su canción.

## Video musical
Se lanzó un video musical para esta canción, que muestra a la banda actuando durante su aparición en Pepsi Smash en 2003.

## Lista de canciones
| N.º | Título              | Duración |  |
| 1.  | «Serenity»          | 4:34     |  |
| 2.  | «Re-Align»          | 4:20     |  |
| 3.  | «Time Bomb»         | 3:59     |  |
| 4.  | «Serenity» (Edited) | 4:34     |  |

## Posicionamiento en lista
| Año  | Lista                          | Posición |
| ---- | ------------------------------ | -------- |
| 2003 | Mainstream Rock Tracks         | 7        |
| 2004 | Modern Rock Tracks             | 10       |
| 2004 | Bubbling Under Hot 100 Singles | 13       |
| 2004 | Billboard Hot 100              | 113      |